# Alfreton Town Football Club
Alfreton Town Football Club é um time de futebol inglês, fundado em 1959, com sede em Alfreton. Atualmente disputa a National League North, equivalente à sexta divisão.

## Títulos

### Liga
- National League North: 1

2010–11
- Northern Premier League Division One: 1

2002–03
- Northern Counties East League Premier Division: 2

1986–87, 2001–02
- Midland League: 3

1969–70, 1973–74, 1976–77

### Copa
- Northern Counties East League Cup: 2

1984–85, 2001–02
- Northern Counties East League President's Cup: 1

2001–02
- Midland League Cup: 3

1971–72, 1972–73, 1973–74
- Derbyshire Senior Cup: 9

1960–61, 1969–70, 1972–73, 1973–74, 1981–82, 1994–95, 2001–02, 2002–03, 2015–16
- Derbyshire Beneficiaries Cup: 1

2004–05
- Evans Halshaw Floodlit Cup: 2

1987–88, 1995–96
- Ladbrokes Gala Cup

1976–77